# Arenaria paramelanandra
Arenaria paramelanandra är en nejlikväxtart som beskrevs av Hiroshi Hara. Arenaria paramelanandra ingår i släktet narvar, och familjen nejlikväxter. Inga underarter finns listade i Catalogue of Life.